# Hasht-Bhaiya
Els jagirs Hasht-Bhaiya foren una sèrie de petits estats tributaris protegits de l'Índia central, a l'agència de Bundelkhand, tots els quals foren originalment part del principat d'Orccha. Vers el 1690 el maharajà d'Orchha, Udot Singh, va donar al seu germà Diwan Rai Singh, el jagir de Baragaon i a la seva mort es va dividir en vuit hasht (hasht = vuit [parts]) entre els seus fills (Bhaiya = germans) i es van formar els següents estats:
- Kari
- Pasari
- Tarauli
- Chirgaon
- Dhurwai
- Bijna
- Tori-Fatehpur
- Banka-Pahari (o Bankapahari)

Els tres primers a causa de l'extinció de les seves branques, foren absorbits per altres. El desmembrament d'Orchha pels marathes i la formació de l'estat de Jhansi va portar a constants disputes sobre l'alta sobirania a aquestos estats (en restaven cinc). Després de l'establiment de la sobirania britànica el 1818, es va decidir el 1821 que els cinc jagirs quedarien sota dependència directa del govern britànic però el tribut s'hauria de pagar a Jhansi i s'hauria de respectar i mantenir el protocol tradicional amb el maharajà d'Orchha com a cap de família. Chirgaon fou confiscat el 1841 per la rebel·lió del jagirdar Bakht Singh, i això va deixar només quatre principats. Els jagirdars van rebre sanads possessoris el 1821 i 1823.